# Kanton Saint-Michel-sur-Orge
Der Kanton Saint-Michel-sur-Orge war von 1976 bis 2015 ein französischer Wahlkreis im Arrondissement Palaiseau, im Département Essonne und in der Region Île-de-France; Vertreter im Generalrat des Départements war von 1976 bis 2011 Jean-Loup Englander (zunächst PCF, dann DVG). Ihm folgte Clothilde Buffone (DVG).
Der Kanton war identisch mit der Stadt Saint-Michel-sur-Orge.